# Concejo Deliberante de Trancas
El Honorable Concejo Deliberante de Trancas es el órgano legislativo municipal de la ciudad de Trancas, Tucumán, Argentina. El concejo comenzó a funcionar en 1983 tras las primeras elecciones democráticas del municipio, desde su creación en 1976.

## Estructura
El Concejo Deliberante se compone de 6 miembros electos por el sistema de representación directa y proporcional, al ser Trancas un municipio de 3ª categoría. Estos duran cuatros años en su cargo, pudiendo reelegirse solo una vez consecutiva. El concejo es uno de los poderes del gobierno municipal, se encarga de revisar y controlar los actos del poder ejecutivo municipal que encabeza el Intendente. Es un órgano legislativo que crea las normas de la ciudad. Estas normas reciben el nombre de ordenanzas y el Ejecutivo municipal es el encargado de hacerlas cumplir.

### Requisitos para ser Concejal[1]
Para ser concejal, según la Ley Orgánica de Municipalidades, se requiere de:
- Tiene veintidós (22) años de edad.

- Ser argentino nativo, naturalizado con una antigüedad de cinco (5) años obtenida la nacionalidad argentina o extranjero que deberá ser propietario en el municipio y tener en el mismo cinco (5) años de residencia inmediata a su designación.

- Estar inscripto en los padrones electorales nacionales correspondientes al respectivo municipio.

### Impedimentos para ser Concejal[1]
Según la ley, no pueden ser miembros del Concejo Deliberante:
- Quienes no pueden ser electores de acuerdo a las disposiciones de la Ley Orgánica de Municipalidades.

- El Gobernador de la Provincia y sus Ministros.

- Los Diputados y Senadores Nacionales y los Legisladores Provinciales.

- Los miembros de la Administración de la Justicia Federal o Provincial.

- Los que estuvieren directa o indirectamente interesados en cualquier contrato oneroso con la municipalidad, como obligados principales. Esta inhabilidad no comprende a los tenedores o dueños de acciones de sociedades anónimas que tengan contratos con las municipalidades, a no ser que tengan participación en la administración o sean miembros de los directorios de dichas sociedades.

## Composición Actual

### 2023–2027[2][3][4]
| Legislador                     | Partido                              | Bloque | Bloque                      |
| ------------------------------ | ------------------------------------ | ------ | --------------------------- |
| Enrique Fabián Bethencourt     | Acción Regional                      |        | Frente de Todos por Tucumán |
| Javier Darío Vieytes           | Partido de la Justicia y la Victoria |        | Frente de Todos por Tucumán |
| Germán David Kairuz            | Tucumán para la Victoria             |        | Frente de Todos por Tucumán |
| Fátima Yolanda Quiquinto       | Acción Regional                      |        | Frente de Todos por Tucumán |
| Marina de los Ángeles González | Juntos Podemos                       |        | Frente de Todos por Tucumán |
| Nancy Malvina Galindo          | Militancia Popular                   |        | Frente de Todos por Tucumán |